# Manfred Müller (Journalist)

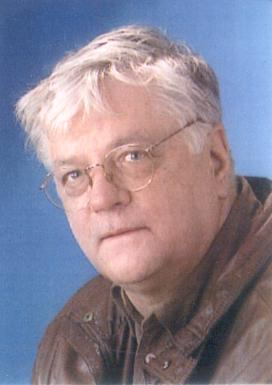
Manfred Müller auf einem Passfoto

Manfred Müller (* 15. Januar 1940 in Hannover; † 19. September 2004 in Aue) war ein deutscher Journalist und Rundfunkdirektor.

## Leben
Als Sohn eines Schlossers wuchs Manfred Müller in Oebisfelde auf und absolvierte dort auch die Oberschule. Von 1956 bis 1960 war er als Junghauer untertage im Kupferschieferbergbau des Mansfeld-Kombinats Eisleben tätig. Von 1960 bis 1965 besuchte er die FDJ-Schule Halle-Brandberge und war als Mitarbeiter der FDJ-Bezirksleitung Halle an der Vorbereitung des Deutschlandtreffens der Jugend 1964 in Ost-Berlin beteiligt – dazwischen von 1962 bis 1963 NVA-Dienst. An der Martin-Luther-Universität in Halle (Saale) studierte Manfred Müller Philosophie bei Reinhard Mocek. Von 1965 bis 1966 arbeitete Müller als Redakteur bei der Bezirkszeitung Freiheit in Halle und wechselte danach als Redakteur zur Betriebszeitung taktstraße des Bauprojektes Halle-Neustadt. Danach war er von 1969 bis 1972 bei Büro für Städtebau und Architektur Halle als Beauftragter für Öffentlichkeitsarbeit und Pressereferent des Chefarchitekten Richard Paulick tätig.
Von 1973 bis 1974 wirkte Müller als Arbeitsgruppenleiter beim DDR-Fernsehen und arbeitete von 1974 bis 1976 als Redakteur bei der Bezirkszeitung Freie Erde in Neubrandenburg. Dem folgte von 1976 bis 1978 die Tätigkeit als Leiter des Bauarbeiterensembles Neubrandenburg und von 1981 bis 1985 als Ortsbrigadier in der LPG Mallin. Als stellvertretender Leiter der Hörspielabteilung arbeitete Manfred Müller von 1985 bis 1988 in Berlin beim Rundfunk der DDR, für den er einen synoptischen Hörspiel-Kalender für den Massenversand entwickelte, ein Hörspiel-Logo, erste Werbe-Sticker und ging danach 1988 als Rundfunkredakteur und Reporter ins Regionalstudio Halle. Als er hier die Berichterstattung zu den Kommunalwahlen im Mai 1988 kritisierte, verlor er die Anstellung und ging nach Hettstedt, wo er 1989 bis 1990 als Kinoleiter der „Apollo-Lichtspiele“ arbeitete.
Am 18. Juni 1990 wurde er unter der Regierung von Ministerpräsident Lothar de Maizière zum Landesrundfunkdirektor des Landes Sachsen berufen. Müller organisierte für das sich eben von der Zentralgewalt des ehemaligen DDR-Rundfunks emanzipierende Sachsen Radio mit seinen Regionalstudios in Bautzen, Chemnitz und Dresden Aufbaukredite vom Bayerischen Rundfunk und holte sich erfahrene Mitarbeiter aus der Bundesrepublik Deutschland in sein Direktorium: als technischen Direktor Werner Hinz vom Deutschlandfunk, den Erfinder des Hinz-Trillers für den ARI-Verkehrsfunkdecoder, Detlef Kühn vom Gesamtdeutschen Institut als Verwaltungsdirektor und als Chefredakteur Uwe Eckhard Böttger vom Deutschlandfunk. In der zehn Monate währenden Amtszeit Müllers gelang es ihm, aus einem Regionalstudio, das vordem täglich elfstündige Programmfenster für Radio DDR I zugeliefert hatte, eine Sendeanstalt mit zweieinhalb Vollprogrammen – Sachsen 1, Sachsen 2 und Sachsen 3 – zu formieren.
Am 19. April 1991 wurde Manfred Müller vom Rundfunkbeauftragten der Einrichtung gemäß Artikel 36 des Einigungsvertrages, Herrn Rudolf Mühlfenzl, entlassen. Als im Juli 1992 in Halle eine Liste von inoffiziellen Mitarbeitern (IM) des Ministeriums für Staatssicherheit veröffentlicht wurde, fand sich darin eine Registrierung Manfred Müllers als IM „Stefan Redmann“ aus Mitte der siebziger Jahre.
Nach seiner Tätigkeit bei Sachsen Radio wirkte Manfred Müller 1991 beim Aufbau des Privatrundfunkprogrammes Radio Brocken mit und ging 1993 zum Radio Erzgebirge. Von 1995 bis zu seinem Tod 2004 betrieb er die Medien- und Ausbildungsfirma „audioscop Schwarzenberg“, engagierte sich dort zuletzt für die Ausbildung von Lokalfernseh-Machern und rief die deutsch-tschechische Homepage www.grenzatlas.org ins Leben, mit Porträts von 300 Orten auf beiden Seiten. Die Beisetzung erfolgte auf dem Friedhof in Oebisfelde.

## Werke
Fernsehen:
- Sachen gibt’s, Fernsehmagazin, Beiträge, zusammen mit Willy Urbanek, 1972–1974

Hörfunk:
- 1979: Der Vizepräsident, Kurzhörspiel mit Kurt Böwe und Karlheinz Liefers, Regie: Fritz Göhler, Rundfunk der DDR
- 1984: Die Wrodowschen, Hörspiel mit Günter Grabbert, Werner Godemann u. a., Regie: Walter Niklaus, Rundfunk der DDR
- 1987: Die wunderbare Ziege – Regie: Manfred Täubert (Kinderhörspiel – Rundfunk der DDR)
- 1989: Als ich Jüdin geworden war, Originalton-Hörspiel, Regie: Barbara Plensat, Rundfunk der DDR
- 1995: Warten auf Besatzer – Der Frühling 1945 in Schwarzenberg, Feature mit Horst Bollmann, Regie: Klaus Zippel, MDR
- 1999: Paradiesbauern – Mecklenburgs Dörfer im Wandel, Feature, Regie: Vaclav Stawny, MDR

Bücher:
- Halle-Neustadt, Bildband, zusammen mit Werner Bräunig und Hans-Jürgen Steinmann, Halle 1969
- Halle/Halle-Neustadt, Stadtführer, zusammen mit Gerald Große, Dresden Verlag Zeit im Bild, 1974
- Das Leben eines Architekten – Porträt Richard Paulick, Mitteldeutscher Verlag, Halle; Leipzig 1975
- Die Mecklenburger Schweiz unter anderem Fotos: Gerald Große, Brockhaus Verlag Leipzig 1989, ISBN 3-325-00212-9
- Protestanten. Begegnung mit Zeitgenossen. Porträts. Mitteldeutscher Verlag, Halle; Leipzig 1990, ISBN 3-354-00694-3.